# タイダルウェーブ作戦
タイダルウェーブ作戦（タイダルウェーブさくせん、英語: Operation Tidal Wave）は、第二次世界大戦中の1943年8月1日にアメリカ合衆国陸軍航空軍の第8及び第9航空軍に所属するB-24 (航空機)爆撃機179機により実施されたルーマニアの油田（製油施設）に対する戦略爆撃作戦である。

## 背景
ドイツのナチス党政権は1940年9月、ルーマニアのイオン・アントネスクによる親ドイツ政権の樹立を支援し、1941年1月には石油の供給と油田防衛のためのドイツ軍部隊の進駐を認めさせた。これによりドイツ及びイタリアの石油需要の多くは、年間生産量4,300万バレルのプロイェシュティ油田の石油によって賄われることとなった。
連合国側は1942年にドーリットル空襲とは別に、連合国側である中華民国の基地からB-24爆撃機23機を出撃させ日本本土爆撃を行う作戦計画を持っていた。1942年5月、この作戦実施部隊が中継地のスーダンに着いた時、大日本帝国陸軍が出撃予定基地を攻撃占領したことから、作戦は頓挫してしまった。このため合衆国軍は急遽同部隊の13機によるプロイェシュティ油田に対する爆撃作戦に変更し、1942年6月11日に爆撃を実施した。出撃機13機は損害無く帰還したものの、製油施設の被害はほとんどなく、作戦は失敗に終わった。この結果、ルーマニア駐留ドイツ空軍総司令官アルフレート・ゲルシュテンベルク将軍の要請により油田、製油施設に対するレーダー施設などの早期警戒網の充実、戦闘機部隊の強化などの防衛強化策が施されることとなった。1943年1月のカサブランカ会談で、アメリカ大統領ルーズベルトとイギリス首相チャーチルの両首脳は、枢軸国の重要拠点である石油関連施設の破壊を戦略方針の一つとして決定した。

## 作戦計画

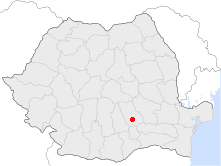
プロイェシュティの位置

1943年3月、合衆国陸軍航空軍司令官ヘンリー・アーノルドは、プロイェシュティ油田爆撃作戦の計画立案をその幕僚のヤコブ・スマート (Jacob E. Smart) 大佐に指示した。策定された作戦計画は、超低空飛行により標的の油田、製油施設を爆撃するというものであった。また、これに使用する爆撃機は超低空での運動性、航続距離及び爆弾搭載量に優れた B-24 が選定された。1943年5月のワシントンにおけるルーズベルトとチャーチルの会談でイギリス空軍の参加も提案されたが、イギリス空軍機と混成では整備、補給で問題があるとして合衆国陸軍航空軍単独での実施となった。当初作戦名は「ソープサッズ（石鹸の泡）作戦」であったが、チャーチルの発案で変更することとなり、6月30日「タイダルウェーブ（津波）作戦」と命名された。
作戦参加部隊には北アフリカの第9航空軍から第98及び第376爆撃航空群 (376th Bombardment Group) が選定され、さらにイギリス本土の第8航空軍から第44、第93 (93d Operations Group) 及び第389爆撃航空群が加えられた。これらイギリス本土からの3個爆撃航空群は6月下旬にベンガジへ到着した。
飛行経路の往路は、ベンガジ近郊の飛行場群を発進し、北東方向のリビア領トクラから地中海を北上してケルキラ島（コルフ島）で北東に進み、ギリシャ、アルバニア国境のピンドス山脈を越えてユーゴスラビア南部からルーマニアへ侵入し、ワラキア平原へ出て、ピテシュティ付近から高度 30m の超低空飛行でプロイェシュティとカンピーナ (Câmpina) （第389爆撃航空群が割り当てられた目標）へ向かい、復路はほぼその逆をたどる経路が設定された。

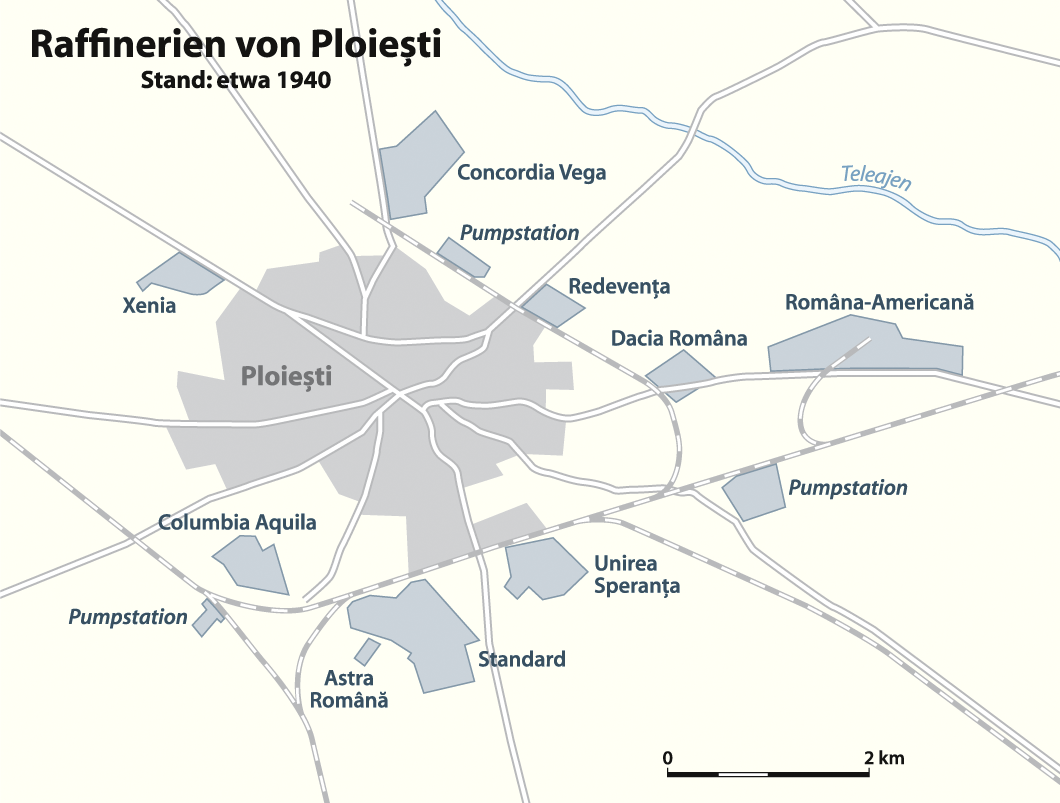
プロイェシュティ付近の精油所の位置

作戦参加部隊に割り当てられた爆撃目標は次のとおりだった。
- 第376爆撃航空群 ロマーナ・アメリカーナ (Româno-Americană) 精油所
- 第93爆撃航空群 コンコルディア・ヴェガ (Concordia Vega) 精油所及びユニリア・スペランツァ (Unirea Speranța)、スタンダード・ペトロール (Standard Petrol) 複合精油所
- 第98爆撃航空群 アストロ・ロマーナ (Astra Română)、オリオン (Orion) 複合精油所
- 第44爆撃航空群 コロンビア・アキラ (Columbia Aquila) 精油所及びクレディトル・ミニアー (Creditul Minier) 精油所
- 第389爆撃航空群 カンピーナのステアウア・ロマーナ (Steaua Româna) 精油所

第389爆撃航空群以外の4個群は、プロイェシュティの北西方向から南東方向へ抜ける経路で目標に対し爆撃を行う経路であった。
第9航空軍幕僚長兼第9爆撃兵団長のウザル・エント准将が指揮官となり、作戦部隊の先頭を飛ぶ第376爆撃航空群の指揮官機に搭乗することとなった。

## 爆撃とその結果

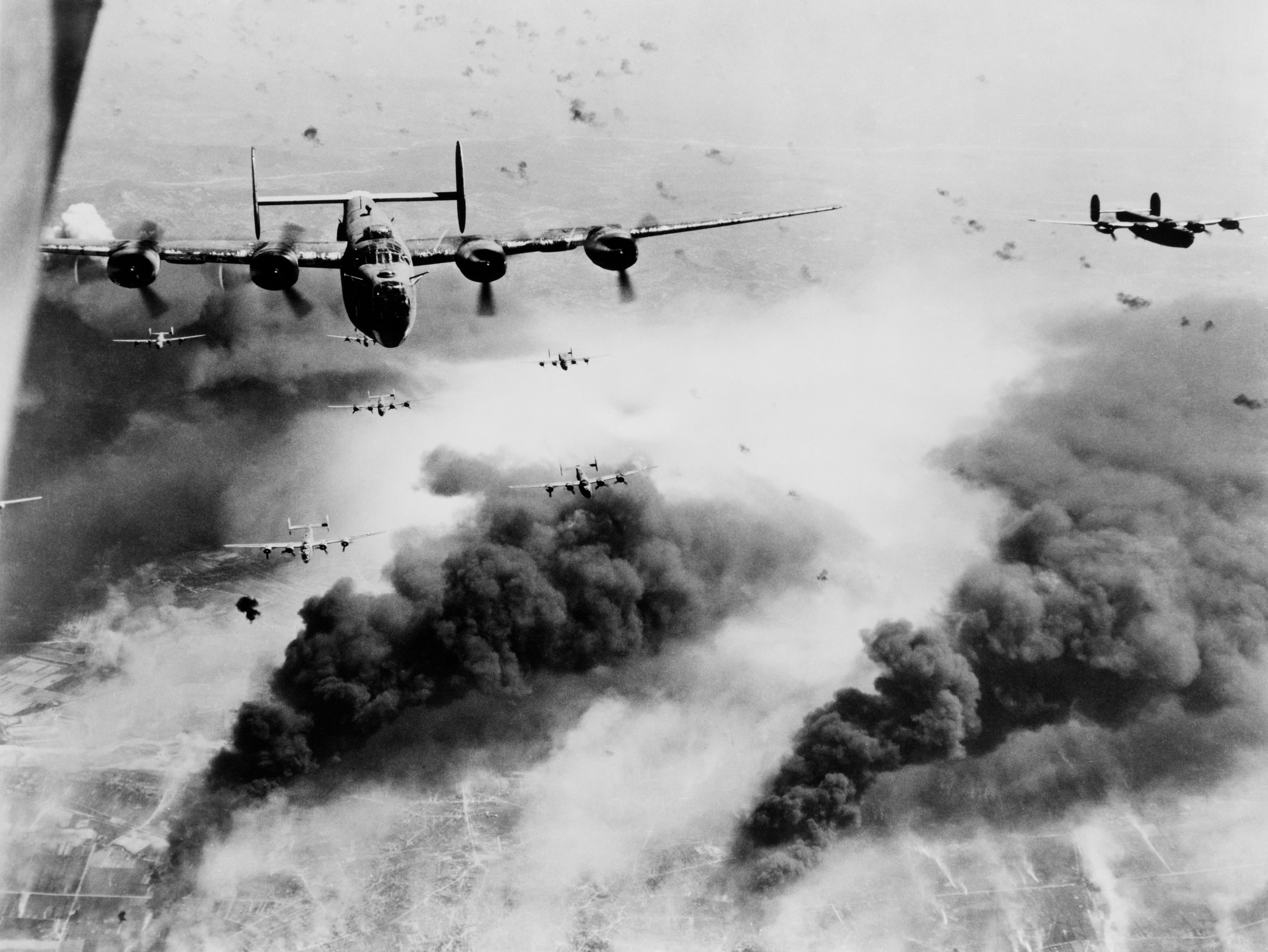
プロイェシュティ付近の精油所を爆撃後、対空砲火をすり抜け離脱するB-24D

1943年8月1日早朝04時00分、ベンガジ付近の飛行場群から作戦機が発進し、ワラキア平原までは順調に飛行した。ところが先頭の第376爆撃航空群の先頭機がトゥルゴヴィシュテの変針点で東南に旋回しすぎ、ブカレスト方向へ向かってしまった。第376爆撃航空群はブカレストを視認する位置まで来てようやく誤りに気付き、北へ変針しプロイェシュティへ向かった。このため、プロイェシュティの南にあったドイツ軍の防空陣地上空をまともに通過する経路となって激しい対空砲火により多くの損害を出すこととなり、さらには編隊を解いたため、効果的な爆撃とならなかった。
第93爆撃航空群も先行した第376爆撃航空群と同様にいったんは進路を誤ったが、それより前に修正し、プロイェシュティへは南西から侵入する経路となった。それでも同じようにドイツ軍の対空砲火を受け多くの損害を出した。
プロイェシュティへ向かった残りの第98及び第44爆撃航空群は計画どおりの経路をとったが、手前のフロレシュティ (Florești) からプロイェシュティとの間でドイツ軍のQ列車（無蓋貨車に対空機関砲などの対空兵装を施した車両）と並走する形となり、これとB-24に搭載している機銃で交戦した。この2個爆撃航空群はQ列車を破壊し、計画どおりプロイェシュティへ北西方向から侵入し爆撃を行った。
プロイェシュティへの爆撃を行った4個爆撃航空群は、異なる方向からほぼ同時に侵入することとなって錯綜する状況となったが、衝突は起きなかった。
カンピーナへ向かった第389爆撃航空群は計画どおりの爆撃を行った。
各爆撃航空群はその後南西方向へ計画どおり離脱したが、その途上ドイツ第4戦闘航空団所属の戦闘機メッサーシュミット Bf109、メッサーシュミット Bf110及びルーマニア軍のIAR-80 (航空機)の攻撃を受け、損害を出した。
損害は、5個爆撃航空群179機が出撃し、任務途中で帰還したもの14機、墜落43機、トルコ領へ不時着8機、補助飛行場等へ不時着15機、出撃時の飛行場へ帰還できたものは99機だった。人員については、全乗員約1,780名のうち戦死310名、捕虜となった者130名の損害だった。
この作戦で投下された爆弾の量は約310トンで、プロイェシュティの石油生産能力が45%低下した。
この作戦については犠牲も多かったが、戦果もあったとする見解と、犠牲に見合う戦果ではなかったとする見解がある。
この作戦に参加した者のうち5名が合衆国議会名誉勲章を受章した。